# Caminho (computação)
Um caminho (do inglês path), a forma geral do nome de um arquivo ou diretório, especifica uma localização única em um sistema de arquivos. Um caminho aponta para uma localização do sistema de arquivo seguindo a hierarquia de árvore de diretórios expressada em uma cadeia de caracteres na qual os componentes do caminho, separados por um caractere delimitador, representam cada diretório. O caractere delimitador comumente é a barra ("/"), a contrabarra ("\") ou dois pontos (":"). Apesar de alguns sistemas operacionais poderem usar um delimitador diferente. Caminhos são usados extensivamente em ciência da computação para representar os relacionamentos diretório/arquivo comuns em sistemas operacionais modernos, e são essenciais na construção de Localizadores de Recursos Uniformes (URLs). Recursos podem ser representados por caminhos absolutos ou relativos.

## Caminhos absolutos e relativos
Um caminho absoluto ou completo aponta para a mesma localização em um sistema de arquivos, independentemente do diretório de trabalho atual. Para fazer isso, é necessário incluir o diretório raiz.
Em contraste, um caminho relativo inicia a partir de algum diretório de trabalho fornecido, evitando a necessidade de fornecer o caminho absoluto completo. Um nome de arquivo pode ser considerado como um caminho relativo baseado no diretório de trabalho atual. Se o diretório de trabalho não for o diretório pai do arquivo, resultará em um erro de arquivo não encontrado se o arquivo for endereçado pelo seu nome.

## Convenção de Nomenclatura Uniforme
O UNC do Microsoft Windows, abreviação para Universal Naming Convention ou Uniform Naming Convention (em português Convenção de Nomenclatura Uniforme), especifica uma sintaxe comum para descrever a localização de um recurso de rede, como um arquivo, diretório ou impressora compartilhados. A sintaxe do UNC para sistemas Windows possui a seguinte forma genérica:
```
\\NomeDoComputador\PastaCompartilhada\Recurso
```

A Microsoft frequentemente refere-se a isto como um "caminho de rede".

## Definição de nome de caminho POSIX
Alguns sistemas do tipo Unix utilizam uma sintaxe similar. POSIX sempre considera um caminho iniciando com duas barras de uma maneira definida pela implementação, embora em outros casos os sistemas devem tratar várias barras como barras individuais. Muitas aplicações em sistemas do tipo Unix (por exemplo, scp, rpc e rsync) usam definições de recurso como:
```
nomedohost:/caminhododiretorio/recurso
```

ou como URLs com o nome do serviço (nesta caso o 'smb'):
```
smb://nomedohost/caminhododiretorio/recurso
```